# Stefan (Neščeret)
Stefan (světským jménem: Anatolij Volodymyrovyč Neščeret; * 3. ledna 1966, Vertijivka) je ukrajinský duchovní Běloruské pravoslavné církve a arcibiskup homelský a žlobinský.

## Život
Narodil se 3. ledna 1966 ve vesnici Vertijivka Černihivské oblasti.
Po střední škole byl hypodiákonem černihivského arcibiskupa Antonija (Vakaryka). Poté sloužil v řadách Sovětské armády.
Po vojenské službě nastoupil na Moskevský duchovní seminář. Dne 4. ledna 1987 byl postřižen na monacha s mnišským jménem Stefan. Dne 14. ledna 1987 jej rektor semináře arcibiskup Alexandr (Timofejev) rukopoložil na hierodiákona a 3. června na jeromonacha.
V letech 1987–1990 sloužil ve farnostech na Ukrajině.
Dne 1. listopadu 1990 byl jmenován představeným Pokrovského chrámu ve vesnici Karma Homelské oblasti Běloruska. Dne 13. ledna 1994 byl povýšen na igumena a 14. října 1997 na archimandritu.
Dne 22. prosince 1998 se stal blagočinným Dobrušsko-Karmanského okruhu. Nastoupil na dálkové studium Kyjevské duchovní akademie, kterou dokončil roku 2002.
Roku 2000 byl pověřen stavbou ženského monastýru v Karmě.
Dne 24. prosince 2004 jej Svatý synod zvolil biskupem turovským a mazyrským. Dne 29. ledna 2005 byl oficiálně jmenován biskupem a o den později proběhla jeho biskupská chirotonie. Světiteli byli metropolita minský a slucký Filaret (Vachromejev), arcibiskup oralský a gurjevský Antonij (Moskalenko), arcibiskup vitebský a oršanský Dimitrij (Drozdov), arcibiskup pinský a luninecký Stefan (Korzun), arcibiskup homelský a žlobinský Aristarch (Stankevič), biskup babrujský a osipovičský Petr (Karpusjuk), biskup grodněnský a volkovyský Artemij (Kiščenko), biskup novogrodecký a lidský Guryj (Apalka), biskup polocký a hlybokajecký Feodosij (Bilčenko), biskup černihivský a nižynský Amvrosij (Polikopa), biskup vasylkivský Pantelejmon (Baščuk), biskup mogilevský a mstyslavský Safronij (Juščuk) a biskup brestský a kobrynský Ioann (Choma).
Dne 12. ledna 2012 se stal předsedou Komise pro kanonizaci svatých Běloruského exarchátu.
Dne 7. června 2012 byl ustanoven biskupem homelským a žlobinským.
Dne 12. března 2013 se stal členem Synodní komise pro kanonizaci svatých Ruské pravoslavné církve a 2. září 2015 byl osvobozen od funkce předsedy synodní komise.
Dne 1. února 2018 byl povýšen na arcibiskupa.